# The Third Parent
The Third Parent är en kommande amerikansk skräckfilm, skriven och regisserad av David Michaels. Filmen är baserad på creepypastan med samma namn, och har planerad premiär i USA den 31 oktober 2025.

## Rollista
| Rob Lowe           | – Mason "Cap" Hollow |
| Roselyn Sánchez    | – Megan Hollow       |
| Crispin Glover     | – Tommy Taffy        |
| Jack Roberts       | – Jimmy              |
| Bethany Milner     | – Stephanie          |
| Rafael de Belligny | – Matt               |